# ألكسندر بافلوفيتش الكسندروف
ألكسندر بافلوفيتش الكسندروف (بالإنجليزية: Aleksandr Pavlovich Aleksandrov)‏ (و. 1943 – م) هو مهندس، ورائد فضاء من الاتحاد السوفيتي . ولد في موسكو .
وهو عضو في الحزب الشيوعي السوفيتي (منذ 1970) .

## ريادة الفضاء
شارك في المهمات الفضائية:
- Soyuz T-9
- سويوز تي أم - 3.

## التعليم
تعلم في جامعة موسكو التكنولوجية

## جوائز
حصل على جوائز منها:
- Medal "For Merit in Space Exploration" (12 أبريل 2011)
- Gold Star (29 ديسمبر 1987)
- وسام لينين (29 ديسمبر 1987)
- بطل الاتحاد السوفيتي (29 ديسمبر 1987)
- State Prize of Ukraine in Science and Technology (13 ديسمبر 1983)
- Gold Star (23 نوفمبر 1983)
- بطل الاتحاد السوفيتي (23 نوفمبر 1983)
- وسام لينين (23 نوفمبر 1983)
- Pilot-Cosmonaut of the USSR.